# Lista siturilor arheologice din județul Bistrița-Năsăud - D
Lista siturilor arheologice din județul Bistrița-Năsăud - D conține toate siturile arheologice din județul Bistrița-Năsăud înscrise în Repertoriul Arheologic Național (RAN) și aflate în localități al căror nume începe cu litera D. RAN este administrat de Ministerul Culturii și Patrimoniului Național și cuprinde date științifice, cartografice, topografice, imagini și planuri, precum și orice alte informații privitoare la zonele cu potențial arheologic, studiate sau nu, încă existente sau dispărute.
Puteți căuta un sit din localitățile care încep cu litera D folosind formularul de mai jos sau puteți naviga prin toate siturile din județ la Lista siturilor arheologice din județul Bistrița-Năsăud.
| Cod RAN                                  | Denumire | Localitate                             | Adresă           | Datare                       | Descoperit | Coordonate | Imagine           | Erori            |
| ---------------------------------------- | --- | -------------------------------------- | ---------------- | ---------------------------- | ---------- | ---------- | ----------------- | ---------------- |
| 35358.01.01 (Cod LMI: BN-I-m-B-01330.04) | Situl arheologic de la Delureni - "Dosul Uilacului" / ansamblu anonim (Categorie: locuire civilă) (Tip: Așezare)                           | sat Delureni, comuna Urmeniș           | Dosul Uilacului  |                              |            |            | Încărcați imagine | Raportați eroare |
| 35358.01.02 (Cod LMI: BN-I-m-B-01330.03) | Situl arheologic de la Delureni - "Dosul Uilacului" / ansamblu anonim (Categorie: locuire civilă) (Tip: Așezare)                           | sat Delureni, comuna Urmeniș           | Dosul Uilacului  | sec. II - III p. Chr.        |            |            | Încărcați imagine | Raportați eroare |
| 35358.01.03 (Cod LMI: BN-I-m-B-01330.02) | Situl arheologic de la Delureni - "Dosul Uilacului" / ansamblu anonim (Categorie: locuire civilă) (Tip: Așezare)                           | sat Delureni, comuna Urmeniș           | Dosul Uilacului  |                              |            |            | Încărcați imagine | Raportați eroare |
| 35358.01.04 (Cod LMI: BN-I-m-B-01330.01) | Situl arheologic de la Delureni - "Dosul Uilacului" / ansamblu anonim (Categorie: locuire civilă) (Tip: Așezare)                           | sat Delureni, comuna Urmeniș           | Dosul Uilacului  |                              |            |            | Încărcați imagine | Raportați eroare |
| 33300.01.01                              | Necropola celtică de la Dipșa - "Totenberg" / ansamblu Necropolă celtică (Categorie: descoperire funerară) (Tip: Necropolă)                | sat Dipșa, comuna Galații Bistriței    | Dealul Totenberg | Celtică                      |            |            | Încărcați imagine | Raportați eroare |
| 33300.02.01                              | Necropola celtică de la Dipșa - "Belitoare" / ansamblu Necropolă celtică (Categorie: descoperire funerară) (Tip: Necropolă de incinerație) | sat Dipșa, comuna Galații Bistriței    | Belitoare        | Celtică                      |            |            | Încărcați imagine | Raportați eroare |
| 33300.03.01 (Cod LMI: BN-I-m-B-01332.02) | Situl arheologic de la Dipșa - "Fundoaia" / ansamblu anonim (Categorie: locuire civilă) (Tip: Așezare)                                     | sat Dipșa, comuna Galații Bistriței    | Fundoaia         | sec. II - III p. Chr.        |            |            | Încărcați imagine | Raportați eroare |
| 33300.03.02 (Cod LMI: BN-I-m-B-01332.01) | Situl arheologic de la Dipșa - "Fundoaia" / ansamblu anonim (Categorie: locuire civilă) (Tip: Așezare)                                     | sat Dipșa, comuna Galații Bistriței    | Fundoaia         |                              |            |            | Încărcați imagine | Raportați eroare |
| 32857.01.01 (Cod LMI: BN-I-s-B-01333)    | Turnul roman de la Dobric / ansamblu turn roman (Categorie: fortificație) (Tip: Turn)                                                      | sat Dobric, comuna Căianu Mic          |                  | romană sec. II-III p. Chr.   |            |            | Încărcați imagine | Raportați eroare |
| 32866.01.01 (Cod LMI: BN-I-s-B-01334)    | Turnul roman de la Dobricel- Vârful Lazului / ansamblu anonim (Categorie: fortificație) (Tip: Turn)                                        | sat Dobricel, comuna Spermezeu         | Vârful Lazului   | romană sec. II - III p. Chr. |            |            | Încărcați imagine | Raportați eroare |
| 33792.01.01 (Cod LMI: BN-I-s-B-01335)    | Așezarea romană de la Domnești / ansamblu anonim (Categorie: locuire civilă) (Tip: Așezare)                                                | sat Domnești, comuna Mărișelu          |                  | sec. II-III p. Chr.          |            |            | Încărcați imagine | Raportați eroare |
| 33792.02.01 (Cod LMI: BN-I-s-B-01336)    | Așezarea romană fortificată de la Domnești - "Tabla pietroasă" / ansamblu anonim (Categorie: fortificație) (Tip: Burgus)                   | sat Domnești, comuna Mărișelu          | Tabla pietroasă  | sec. II - III p. CHr.        |            |            | Încărcați imagine | Raportați eroare |
| 33792.03.01 (Cod LMI: BN-I-m-B-01337.02) | Situl arheologic de la Domnești - "La slatină" / ansamblu anonim (Categorie: locuire civilă) (Tip: Așezare)                                | sat Domnești, comuna Mărișelu          | La slatină       | sec. II - III p. Chr.        |            |            | Încărcați imagine | Raportați eroare |
| 33792.03.02 (Cod LMI: BN-I-m-B-01337.01) | Situl arheologic de la Domnești - "La slatină" / ansamblu Exploatare de mine de sare (Categorie: locuire civilă) (Tip: Mină)               | sat Domnești, comuna Mărișelu          | La slatină       | sec. II - III p. Chr.        |            |            | Încărcați imagine | Raportați eroare |
| 33578.01 (Cod LMI: BN-I-s-B-01338)       | Situl arheologic de la Dorolea - "Valea lui Tănase" (Categorie: locuire civilă) (Tip: așezare)                                             | sat Dorolea, comuna Livezile           | Valea lui Tănase | sec. II - III p. Chr.        |            |            | Încărcați imagine | Raportați eroare |
| 33578.01.01 (Cod LMI: BN-I-s-B-01338)    | Situl arheologic de la Dorolea - "Valea lui Tănase" / ansamblu anonim (Categorie: locuire civilă) (Tip: Așezare)                           | sat Dorolea, comuna Livezile           | Valea lui Tănase |                              |            |            | Încărcați imagine | Raportați eroare |
| 33578.01.02 (Cod LMI: BN-I-s-B-01338)    | Situl arheologic de la Dorolea - "Valea lui Tănase" / ansamblu anonim (Categorie: locuire civilă) (Tip: Așezare)                           | sat Dorolea, comuna Livezile           | Valea lui Tănase | sec. II - III p. Chr.        |            |            | Încărcați imagine | Raportați eroare |
| 33578.02.01 (Cod LMI: BN-I-m-B-01339.02) | Situl arheologic de la Dorolea - "Groapa Ghinzii" / ansamblu anonim (Categorie: locuire civilă) (Tip: Așezare)                             | sat Dorolea, comuna Livezile           | Groapa Ghinzii   |                              |            |            | Încărcați imagine | Raportați eroare |
| 33578.02.02 (Cod LMI: BN-I-m-B-01339.01) | Situl arheologic de la Dorolea - "Groapa Ghinzii" / ansamblu anonim (Categorie: locuire civilă) (Tip: Așezare)                             | sat Dorolea, comuna Livezile           | Groapa Ghinzii   |                              |            |            | Încărcați imagine | Raportați eroare |
| 32875.01.01                              | Necropola din epoca bronzului de la Dumbrăvița - "Stucata" / ansamblu anonim (Categorie: descoperire funerară) (Tip: Necropolă)            | sat Dumbrăvița, comuna Spermezeu       | Stucata          |                              |            |            | Încărcați imagine | Raportați eroare |
| 32982.01.01 (Cod LMI: BN-I-s-B-01340)    | Turnul roman de la Dumbrăveni - "Vârful Runcului" / ansamblu turn roman (Categorie: fortificație) (Tip: Turn)                              | sat Dumbrăveni, comuna Ciceu-Giurgești | Vârful Runcului  | romană sec. II - III p. Chr. |            |            | Încărcați imagine | Raportați eroare |
| 33211.01.01 (Cod LMI: BN-I-s-B-01341)    | Fortificațiile de la Dumitra - "La Cetate" / ansamblu anonim (Categorie: fortificație) (Tip: Fortificație)                                 | sat Dumitra, comuna Dumitra            | La Cetate        |                              |            |            | Încărcați imagine | Raportați eroare |
| 7419.01.02 (Cod LMI: BN-I-s-B-01341)     | Fortificațiile de la Dumitra - "La Cetate" / ansamblu anonim (Categorie: fortificație) (Tip: Fortificație)                                 | sat Dumitra, comuna Dumitra            | La Cetate        |                              |            |            | Încărcați imagine | Raportați eroare |
| 7419.01.03 (Cod LMI: BN-I-s-B-01341)     | Fortificațiile de la Dumitra - "La Cetate" / ansamblu anonim (Categorie: fortificație) (Tip: Fortificație)                                 | sat Dumitra, comuna Dumitra            | La Cetate        | sec. XIV - XV                |            |            | Încărcați imagine | Raportați eroare |
| 32919.01.01 (Cod LMI: BN-I-m-A-01342.02) | Așezarea fortificată de la Dumitrița - "Dealul Cetății" / ansamblu anonim (Categorie: locuire civilă) (Tip: Așezare fortificată)           | sat Dumitrița, comuna Dumitrița        | Dealul Cetății   |                              |            |            | Încărcați imagine | Raportați eroare |
| 32919.01.02 (Cod LMI: BN-I-m-A-01342.01) | Așezarea fortificată de la Dumitrița - "Dealul Cetății" / ansamblu anonim (Categorie: locuire civilă) (Tip: Așezare fortificată)           | sat Dumitrița, comuna Dumitrița        | Dealul Cetății   |                              |            |            | Încărcați imagine | Raportați eroare |
| 32857.02                                 | Așezarea eneolitică de la Dobric- Gura Glicioii (Categorie: locuire civilă) (Tip: așezare)                                                 | sat Dobric, comuna Căianu Mic          | Gura Glicioii    |                              |            |            | Încărcați imagine | Raportați eroare |
| 32857.02.01                              | Așezarea eneolitică de la Dobric- Gura Glicioii / ansamblu anonim (Categorie: locuire civilă) (Tip: Așezare)                               | sat Dobric, comuna Căianu Mic          | Gura Glicioii    |                              |            |            | Încărcați imagine | Raportați eroare |
| 33211.02.01                              | Așezarea preistorică de la Dumitra / ansamblu anonim (Categorie: locuire civilă) (Tip: Așezare)                                            | sat Dumitra, comuna Dumitra            |                  |                              |            |            | Încărcați imagine | Raportați eroare |
| 33587.01                                 | Topor neolitic de la Dumbrava - "Cionca" (Categorie: descoperire izolată) (Tip: obiect izolat)                                             | sat Dumbrava, comuna Livezile          | Cionca           |                              |            |            | Încărcați imagine | Raportați eroare |
| 33300.05.01 (Cod LMI: BN-I-m-B-01331.01) | Situl arheologic de la Dipșa - "Poderei" / ansamblu anonim (Categorie: locuire civilă) (Tip: Așezare)                                      | sat Dipșa, comuna Galații Bistriței    | Poderei          | sec. II - III p. Chr.        |            |            | Încărcați imagine | Raportați eroare |
| 33300.05.02 (Cod LMI: BN-I-m-B-01331.02) | Situl arheologic de la Dipșa - "Poderei" / ansamblu anonim (Categorie: locuire civilă) (Tip: Așezare)                                      | sat Dipșa, comuna Galații Bistriței    | Poderei          |                              |            |            | Încărcați imagine | Raportați eroare |
| 33300.05.03 (Cod LMI: BN-I-m-B-01331.03) | Situl arheologic de la Dipșa - "Poderei" / ansamblu anonim (Categorie: locuire civilă) (Tip: Așezare)                                      | sat Dipșa, comuna Galații Bistriței    | Poderei          |                              |            |            | Încărcați imagine | Raportați eroare |